# Влашња
Влашња (алб. Vlashnjë) је насељено место у општини Призрен, на Косову и Метохији. Према попису становништва из 2011. у насељу је живело 1.700 становника. Помиње се у опширном попису Призренског санџака из 1571. године као село које је давало 5000 аспри прихода.

## Становништво
Према попису из 2011. године, Влашња има следећи етнички састав становништва:
| Националност | 2011.          |
| Албанци      | 1.698 (99,88%) |
| Бошњаци      | 1 (0,06%)      |
| недоступно   | 1 (0,06%)      |
| Укупно       | 1.700          |

| Демографија | Демографија | Демографија |
| Година      | Становника  | Становника  |
| ----------- | ----------- | ----------- |
| 1948.       | 205         |             |
| 1953.       | 241         |             |
| 1961.       | 303         |             |
| 1971.       | 446         |             |
| 1981.       | 675         |             |
| 1991.       | 906         |             |
| 2011.       | 1.700       |             |